# Щиткова жаба звичайна
Щиткова жаба звичайна (Lepidobatrachus laevis) — вид земноводних з роду Щиткова жаба родини Рогаткові.

## Опис
Загальна довжина сягає 13 см. Голова коротка, товста, дуже широкий рот, очі витрішкуваті. Тулуб сплощений і має овальну форму. Шкіра горбиста і зморшкувата.
Дорослі особини мають темний тон забарвлення спини і боків, на якому розташовуються дрібні червонуваті та жовтуваті цятки. Молоді мають світло-зелений малюнок на бежевому фоні.

## Спосіб життя
Полюбляє савани, сухі чагарники, прісноводні болота, луки, ставки. зустрічається на висоті до 200 м над рівнем моря. Веде напівводний спосіб життя. Під час сезону дощів вони живе у тимчасових водоймах, де розмножується і готується до наступного сухому сезону. Після пересихання водоймища закопується глибоко в мул, де впадає у багатомісячну сплячку. Це доволі некваплива амфібія. Незважаючи на напівводний спосіб життя, не дуже добре плаває.
Живиться дрібними гризунами, жабами, ракоподібними, рибою, у цих жаб доволі звичним є каннібалізм.
Парування відбувається від час сезону дощів. Самиця відкладає до 2000 яєць. Личинки ростуть доволі швидко. Вже через 1 місяць сягають 4—5 см.

## Розповсюдження
Мешкає у північній Аргентині (провінції Чако, Корріентс, Сальта, Формоза), на сході Болівії (департаменти Санта-Крус, Таріха), заході Парагваю (департаменти Пресіденте Аес, Бокерон, Альто-Парагвай).